# Fort Blauwkapel

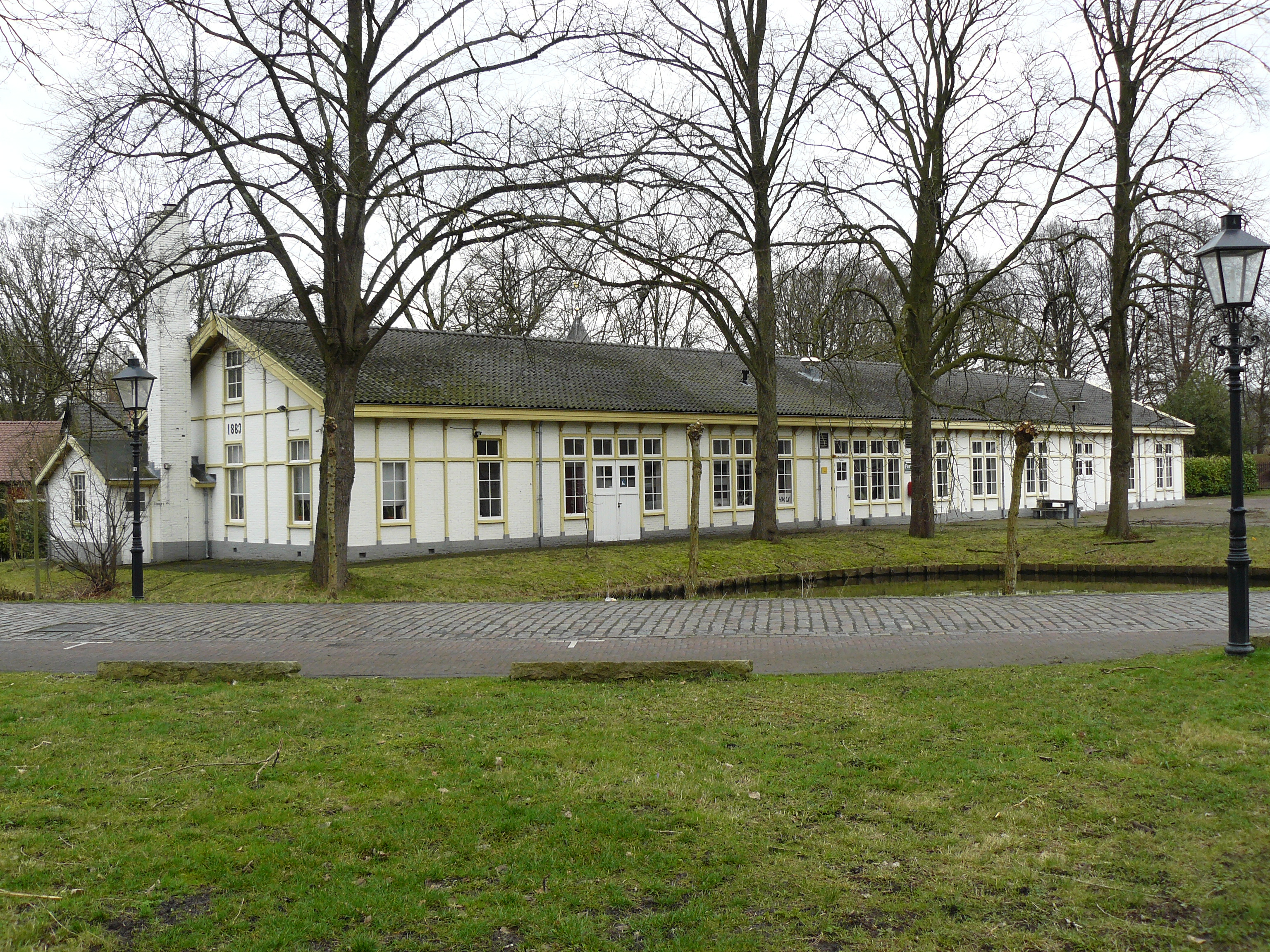
De loods werd gebouwd in 1882-83. Het is later verbouwd tot een manschappenverblijf.

Fort Blauwkapel (ook wel: Blaucapel) is een Nederlands fort bij Utrecht. Het fort is in 1818-1821 gebouwd als onderdeel van de Nieuwe Hollandse Waterlinie en is een van de grootste forten van de linie. Blauwkapel is een beschermd stadsgezicht.

## Beschrijving
Op de plaats van het huidige fort werd in 1787 een eerste versterking gebouwd. Deze raakte in verval, maar het bleef een strategische locatie en in 1818 werd een nieuw aardwerk aangelegd. Het dorpje Blauwkapel kwam binnen de wallen te liggen. Het geheel werd omgeven door een gracht. De straatweg naar Hilversum werd hiermee gedekt. De straat bleef door het fort lopen, maar er werd ook een omleidingsweg aangelegd. Ten tijde van dreiging kon de weg door het fort worden afgesloten.
Omstreeks 1850 werd het eerste bakstenen bouwwerk geplaatst. Het wachthuis A werd tussen 1849 en 1852 gebouwd en kreeg een eigen gracht. Het wachthuis is 30 meter lang en 20 meter breed. Binnen zijn drie overwelfde ruimten voor het verblijf van de manschappen en de opslag, een waterkelder en een trappenhuis. Omstreeks 1870 is het gebouw aan drie zijden en bovenop voorzien van een beschermende gronddekking. In 1874 volgden nog de bomvrije kazerne C en diverse bomvrije bergplaatsen in het oostelijk deel van het fortterrein. Op het terrein staat nog een fortwachterswoning en een houten loods die verbouwd is als logementslokaal voor de soldaten. De grote rechthoekige loods van 47 meter lang en 11 meter breed is uitgevoerd in een chaletachtige stijl met vakwerk, ingevuld met baksteen. In de voorgevel is het jaartal 1883 aangebracht.
Tijdens de mobilisatie voor de Eerste Wereldoorlog bestond de bezetting van Blauwkapel uit ruim 300 man. Het fort functioneerde als infanteriesteunpunt met loopgraven, militairopstellingen en observatieposten. Buiten het fort werden loopgraven met prikkeldraadversperringen aangelegd. In 1921 werden voor de aanleg van een nieuwe spoorlijn de wallen en gracht in het zuidoosten afgegraven en verlegd.

## Einde vestingwerk
In 1960 verloor het fort zijn functie als verdedigingswerk. De gemeente Utrecht kocht het in 1997 en er werd een plan gemaakt voor wonen, werken en recreëren. In de jaren 2003-2009 is de fortgracht hersteld en werden het wachthuis, de militaire loods en de bomvrije kazerne gerestaureerd. Tussen het kerkje en de bomvrije kazerne en langs de Kapelweg en de Huis te Veenweg zijn nieuwe woningen gebouwd. In 2008 is het recreatieterrein op het fort voor het publiek geopend.
Scoutinggroep Willem de Zwijger is gevestigd in de reduit van het fort. Het Waterliniepad komt langs dit fort.

## Beschermd als rijksmonument
Het fort kent een beschermde status als rijksmonument. Om precies te zijn, zijn er 17 onderdelen op het fort zelf die een inschrijving in het rijksmonumentenregister hebben. Deze, en nog eens 3 onderdelen van de Nieuwe Hollandse Waterlinie in de directe omgeving van het fort die eveneens rijksmonument zijn, zijn te vinden in de Lijst van rijksmonumenten op Fort Blauwkapel.